# Euphorbia cumbrae
Euphorbia cumbrae är en törelväxtart som beskrevs av Pierre Edmond Boissier. Euphorbia cumbrae ingår i släktet törlar, och familjen törelväxter. Inga underarter finns listade i Catalogue of Life.